# Froggyland
Froggyland là một bảo tàng sưu tập xác động vật nhồi có vị trí ở Split, Croatia. Bảo tàng này nằm cạnh một cung điện từ thế kỷ 4 xây dựng dành cho Diocletian, một hoàng đế của La Mã Cổ đại. Froggyland được biết đến với việc trưng bày 21 sa bàn chứa tới 507 cá thể ếch nhồi xác khác nhau được sắp xếp nhân hóa để trông giống như loài này đang tham gia vào các hoạt động của con người.

## Lịch sử hình thành
Ferenc Mere là một người nhồi xác động vật khoảng thế kỷ 19 và 20. Ông sinh năm 1878 với cha mẹ là người Hungary. Nhiều người tin rằng ông có một tuổi thơ gắn liền với những con ếch và tiếng ếch kêu ngay tại một cái ao gần nhà. Lấy cảm hứng từ sự phổ biến của việc nhồi xác động vật trong thế kỷ 19, những năm 1910 đến năm 1920, Mere đã dành thời gian bắt, giết và nhồi Rana escuelenta, một loài ếch thường được gọi là "ếch ăn được". Sau đó, Mere sắp xếp những con ếch thành nhiều cảnh khác nhau mô tả các hoạt động của con người như đi học, bơi, tập gym và biểu diễn trong rạp xiếc, thậm chí là chơi poker, hút thuốc. Mặc dù ban đầu Mere đã thu thập hơn 1000 con ếch, nhưng chỉ có 507 cá thể trong số đó sống sót.
Năm 1970, sau khi được phát hiện trên một căn gác xép ở Serbia, các vật trưng bày của Froggyland đã được cha mẹ của người chủ hiện tại mua lại. Họ chuyển những con ếch đến Split, Croatia để bắt đầu cho việc trưng bày. Cuối cùng bảo tàng được truyền lại cho con trai của họ, Ivan Medvešek, người sở hữu bảo tàng vào năm 2021. Ivan Medvešek tiết lộ không một con ếch nào có vết mổ, cho thấy trình độ nhồi xác chuyên nghiệp.
Tuy nhiên trong cùng năm, ông đã công bố kế hoạch bán Froggyland cho các nhà đầu tư ở Hoa Kỳ vì lý do bị tổn thất doanh thu trong đại dịch COVID-19.

## Tiếp nhận
Hầu hết các bài đánh giá bảo tàng đều được 5 sao nhưng trên TripAdvisor, Froggyland phải tiếp nhận những đánh giá 1 sao. Có ý kiến cho rằng: “Sự trưng bày kinh tởm này thật tàn ác đối với động vật. Vâng, đi giết vô số con ếch để làm nghệ thuật và cuối cùng hỏi mọi người 'bạn có vui không'... Hãy tới bảo tàng này nếu bạn không có trái tim.”
Ivan Medvešek cho biết hầu hết những người đánh giá cao Froggyland đều là khách du lịch đến từ Mỹ và Anh. Ông còn nói thêm rằng: “người dân địa phương không thích bảo tàng của tôi. Họ thà ăn ếch còn hơn xem chúng trong viện bảo tàng.”
Bảo tàng Froggyland cũng đã là chủ đề của nhiều cuộc tranh cãi xung quanh việc Mere sử dụng ếch nhồi bông trong các cuộc triển lãm, trong đó các nhà phê bình cho rằng đó là hành vi tàn ác với động vật.

## Bảo dưỡng
Cứ 5 năm một lần, những con ếch trong bảo tàng được trùng tu và bảo quản bằng cách tiêm formaldehyde và amoniac, đồng thời được quét thêm một lớp sơn bóng vecni.